# 톡디지털카드
톡디지털카드는 카카오가 제공하는 서비스이다. 톡디지털카드 서비스는 카카오톡을 기반으로, 사용자의 아이덴티티를 표현하는 디지털 상의 카드를 발급, 관리, 활용할 수 있는 서비스이다. 카카오톡 사용자는 자격증명, 멤버쉽, 소유/수집 등 다양한 디지털카드를 카카오계정에 발급받아 카카오톡 지갑에서 확인하고, 카카오 및 제휴 서비스에서 자기표현과 소통의 도구로 활용할 수 있다.

## 발급 가능 카드
- 톡학생증 : 대학 재학/졸업 인증카드
- 톡사원증 : (국민연금 가입자 가입증명서 기준) 재직 및 경력 인증카드 톡디지털카드-톡사원증
- 동네카드 : 주민등록상 거주지 인증카드 톡디지털카드-동네카드
- 자격카드 : 국가기술자격증 인증카드 톡디지털카드-자격카드
- 틴카드 : 만 14세~19세 인증카드 톡디지털카드-틴카드
- 내차인증카드 : 본인소유의 차량 인증카드
- 환자카드 : 병원 환자 멤버십카드
- 코리아 둘레길카드

## 서비스 주요 혜택
톡디지털카드를 발급받으면, 카카오와 제휴된 온/오프라인 서비스에서 소유한 카드의 인증을 거친 후에 다양한 혜택을 받을 수 있다. 전용 혜택 페이지에서 정보 확인할 수 있다. 톡디지털카드 혜택보기